# تپه اطراف شهر سوخته ۲۸۹
تپه‌های اطراف شهر سوخته شماره ۲۸۹ در شهرستان زابل، بخش شیب آب، دهستان لوتک، روستای حومه شهر سوخته، ۱۷/۲۷ متری جنوب غرب پایگاه باستان‌شناسی شهر سوخته واقع شده و این اثر در تاریخ ۲۳ بهمن ۱۳۸۵ با شمارهٔ ثبت ۱۷۳۰۶ به‌عنوان یکی از آثار ملی ایران به ثبت رسیده است.